# La regina vedova Luisa Ulrica
La regina vedova Luisa Ulrica è un dipinto del pittore svedese Lorens Pasch il Giovane, realizzato nel 1775 e ubicato nel museo nazionale di Stoccolma.

## Storia
Il dipinto venne eseguito assieme ai ritratti del figlio e della nuora della regina, per essere poi mandati alla galleria dei ritratti di famiglia al palazzo di Cesme per Caterina II di Russia, su richiesta dell'inviato russo a Stoccolma, il conte Ivan Osterman. Luisa Ulrica era infatti zia della zarina attraverso il suo matrimonio. È parte del museo dal 1933.

## Descrizione
La regina è ritratta a figura intera in mezzo a un trono e a un tavolo con le insegne reali, dandoci modo di ammirare il suo vestito bianco e nero, segno del suo stato di vedovanza, riccamente decorato con perle e pelliccia di ermellino. Ad attirare l'attenzione è lo splendore cerimoniale e dei gioielli.